# Lac d'Isabe
Le lac d'Isabe est un lac français des Pyrénées, dans le département des Pyrénées-Atlantiques en région Nouvelle-Aquitaine.

## Géographie
Le lac d'Isabe est un lac de la vallée d'Ossau, dans la commune de Laruns. Il se situe à 1 925 m d'altitude et sa profondeur maximale est de 25 m. Malgré sa faible altitude, ses eaux peuvent rester gelées jusqu'à début juillet. L'étroitesse et la profondeur du cirque, et son exposition au nord expliquent ce paysage polaire.

## Faune et flore
Il est peuplé de truites fario et d'ombles de fontaine.